# 永明之治
永明之治是指南齊在齊武帝蕭賾在位时代出現的治世（482年—493年）。由於齊武帝年號永明，所以稱為永明之治。當時南齊建立四年後齊高帝去世，太子蕭賾即位，即齊武帝。他十分關心內政，提倡教育。並且繼承齊高帝風格，力行節儉。由於與北魏通好，使得邊境較為安定，減少軍事調動，也使得在齊武帝在位的十一年期間，政治清明，國內社會安定，帶動经济文化的發展，替齊國帶來一个小康的安定局面。《南齊書·列傳第三十四 良政》即提到：「永明之世十許年中，百姓無雞鳴犬吠之警，都邑之盛，士女富逸，歌聲舞節，袨服華妝，桃花綠水之間，秋月春風之下，蓋以百數。」可惜在齊武帝去世後，繼位的蕭昭業奢侈荒戲而使得朝政漸亂。政事漸由輔政的蕭鸞一手掌握，不久就發生弑君篡位，宗室內鬨的慘事並導致南齊滅亡。

## 政績
齊武帝提倡節儉，不喜歡遊宴、奢靡之事。曾下令舉辦婚禮時不得奢侈，甚至到他的身後事都力求簡樸。他以富國為先，提倡農業，並且下令多辦學校，挑選有學問之人任教，以培育人們的德行。他很重視天災對平民的危害。當時發生歉收與水患，繼位後不久立即補助災民。揚、南徐二州發生災年時，他減免租稅以減輕災民負擔，以為永制。為進一步緩和南北局勢，齊武帝派范縝作為使者出使北魏，范縝的學識和能力受到北魏朝野的稱贊。
南朝宋以來許多的庶族地主，為了成為世族來免除所承擔的賦役，往往向官吏行賄，在世族戶籍黃籍中加入偽造的父祖爵位。早在齊高帝時期就設立校籍官和置令史來清查戶籍。齊武帝繼續其父的政策，將那些被認為是偽造的戶籍，一律退回本縣改正，稱為「卻籍」。而本來應服役納賦但利用造假戶籍避開的，都要繼續承擔賦役，稱為「正籍」。不過，在檢籍過程中，由於檢籍官貪污作弊，結果「前檢未窮，後巧復滋」，「應卻而不卻，不須卻而卻」。這使卻籍戶不滿，最後於485年發生富陽唐寓之起兵叛亂。雖然這次叛亂被齊武帝迅速平息，但檢籍的政策依然受到庶族地主的激烈反對。五年後齊武帝與庶族地主妥協，宣佈「卻籍」無效，同意將因為卻籍而被發配邊疆的平民返歸故鄉。